# Полнотиповое программирование
Полнотиповое программирование (англ. typeful programming) — стиль программирования, отличающийся обширным использованием информации о типах с тем, чтобы механизм проверки согласования типов обеспечил раннее выявление максимального количества всевозможных разновидностей багов. Полнотиповое программирование может поддерживаться на уровне системы типов языка или вводиться программистом идиоматически. Понятие ввёл Лука Карделли (англ. Luca Cardelli) в 1991 году в одноимённой работе.
Язык Haskell относят к полнотиповым.